# سانتو دومينغو (كانتون)
سانتو دومينغو (بالإسبانية: Santo Domingo)‏ و هو الكانتون الثالث في محافظة إيريذيا في كوستاريكا.
و يغطي الكانتون مساحة 24.84 كم مربع،
و يبلغ عدد سكانه حوالي 36,899 نسمة وفقًا لإحصائيات عام 2003.
المدينة الرئيسة للكانتون تدعى أيضًا سانتو دومينغو.
يقع نهر فيريجا في جنوب الكانتون، بينما يقع نهر بيرموداس في شماله مشكلا حدود المحافظة، ثم يصعد إلى سلسلة الجبال المركزية Cordillera Central مع نهر برا بلانكا.
تم تأسيس الكانتون من قبل الحكومة في 28 تشرين الأول 1856.

## المقاطعات
يتألف الكانتون من ثمان مقاطعات و هي :
1. سانتو دومينغو
2. سان فيسينتيه
3. سان ميغيل
4. باراسيتو
5. سانتو توماس
6. سانتا روسا
7. توريس
8. برا